# 나사렛
나자렛(아랍어: الناصرة 나시라[*], 히브리어: נָצְרַת 나츠라트, 아람어: ܢܨܪܬ 나스라트, 영어: Nazareth)은 이스라엘 북부구에 있는 도시다. 이스라엘 북부구 행정 중심지 역할을 수행하고 있다. 이스르엘 평원이 멀리 보이는 야트막한 언덕(해발380m) 위 작은 마을이다.  신약성서에서 이 도시는 예수의 어릴 적 고향으로 서술하고 있다. 오늘날도 이스라엘 사람들은 크리스천을 히브리어로 Nasrani라고 부른다. 나자렛 사람이란 뜻이다.  2022년 현재 인구는 78,007명이다.
예수가 때때로 '나자렛 예수'라고 불리는 것은 그가 어른이 되어 전도를 시작하기 전에는 양친과 이곳에서 성장했기 때문이다. 마을 북단(北端)에는 마리아가 물을 길었다는 전설적인 유적 '마리아의 우물'이 있다. 한편 나자렛 주민은 당시 신앙이 두터운 갈릴리 사람들이 볼 때에는 별로 신통치 않은 사람들이었다.

## 주민
영국령 팔레스타인(1922년~1948년) 시대까지는 아랍인 기독교인(그중 다수가 동방 정교회)가 주민의 다수를 이루었고, 아랍인 이슬람교도는 소수였다. 1948년 이후에는 제1차 중동전쟁으로 인해 갈릴리, 하이파 지역의 아랍인 실향민들이 대도시인 나사렛으로 대피함에 따라 무슬림 인구가 증가하였다.  2009년 이스라엘 통계청 조사에 따르면 나자렛 인구 69%가 무슬림이고, 30.1%가 기독교인이었다. 나사렛 광역권은 인구 5만 명 이상의 이스라엘 도시권 중 아랍인이 다수를 차지하는 유일한 광역도시권이다.
오늘날의 나사렛은 여전히 중요한 기독교인의 근거지이다. 나사렛은 이스라엘 내에서 기독교인이 가장 많은 곳으로, 주요 교단은 정교회, 멜키트 그리스 가톨릭교회, 로마 가톨릭교회, 마론파, 아르메니아 정교회, 개신교 등이 있다. 

## 기후
| Nazareth, Israel의 기후        | Nazareth, Israel의 기후 | Nazareth, Israel의 기후 | Nazareth, Israel의 기후 | Nazareth, Israel의 기후 | Nazareth, Israel의 기후 | Nazareth, Israel의 기후 | Nazareth, Israel의 기후 | Nazareth, Israel의 기후 | Nazareth, Israel의 기후 | Nazareth, Israel의 기후 | Nazareth, Israel의 기후 | Nazareth, Israel의 기후 | Nazareth, Israel의 기후 |
| 월                             | 1월                     | 2월                     | 3월                     | 4월                     | 5월                     | 6월                     | 7월                     | 8월                     | 9월                     | 10월                    | 11월                    | 12월                    | 연간                    |
| ------------------------------ | ----------------------- | ----------------------- | ----------------------- | ----------------------- | ----------------------- | ----------------------- | ----------------------- | ----------------------- | ----------------------- | ----------------------- | ----------------------- | ----------------------- | ----------------------- |
| 역대 최고 기온 °C (°F)         | 22 (72)                 | 28 (82)                 | 31 (88)                 | 37 (99)                 | 42 (108)                | 40 (104)                | 40 (104)                | 42 (108)                | 41 (106)                | 38 (100)                | 32 (90)                 | 30 (86)                 | 42 (108)                |
| 일평균 최고 기온 °C (°F)       | 15.2 (59.4)             | 16.0 (60.8)             | 18.3 (64.9)             | 22.7 (72.9)             | 27.9 (82.2)             | 30.1 (86.2)             | 31.2 (88.2)             | 31.6 (88.9)             | 30.0 (86.0)             | 28.1 (82.6)             | 23.5 (74.3)             | 17.5 (63.5)             | 24.3 (75.8)             |
| 일일 평균 기온 °C (°F)         | 11.2 (52.2)             | 12.0 (53.6)             | 13.6 (56.5)             | 17.1 (62.8)             | 21.8 (71.2)             | 24.4 (75.9)             | 26.0 (78.8)             | 26.6 (79.9)             | 25.0 (77.0)             | 22.8 (73.0)             | 18.7 (65.7)             | 13.7 (56.7)             | 19.4 (66.9)             |
| 일평균 최저 기온 °C (°F)       | 7.1 (44.8)              | 7.9 (46.2)              | 8.9 (48.0)              | 11.5 (52.7)             | 15.7 (60.3)             | 18.7 (65.7)             | 20.8 (69.4)             | 21.5 (70.7)             | 19.9 (67.8)             | 17.5 (63.5)             | 13.8 (56.8)             | 9.8 (49.6)              | 14.4 (58.0)             |
| 역대 최저 기온 °C (°F)         | −2.4 (27.7)             | −3.9 (25.0)             | −1 (30)                 | 2 (36)                  | 6 (43)                  | 8 (46)                  | 17 (63)                 | 17 (63)                 | 12 (54)                 | 7 (45)                  | 1 (34)                  | −1.4 (29.5)             | −3.9 (25.0)             |
| 평균 강수량 mm (인치)          | 156 (6.1)               | 111 (4.4)               | 72 (2.8)                | 23 (0.9)                | 7 (0.3)                 | 0 (0)                   | 0 (0)                   | 0 (0)                   | 1 (0.0)                 | 15 (0.6)                | 72 (2.8)                | 123 (4.8)               | 580 (22.7)              |
| 평균 강수일수                  | 16                      | 14                      | 11                      | 6                       | 3                       | 1                       | 0                       | 1                       | 1                       | 6                       | 9                       | 15                      | 83                      |
| 평균 상대 습도 (%)             | 68                      | 63                      | 61                      | 53                      | 50                      | 50                      | 52                      | 55                      | 56                      | 59                      | 59                      | 70                      | 58                      |
| 평균 일일 일조시간             | 6                       | 6                       | 7                       | 8                       | 11                      | 12                      | 12                      | 11                      | 10                      | 9                       | 7                       | 6                       | 9                       |
| 가능 일조율                    | 54                      | 57                      | 59                      | 65                      | 76                      | 85                      | 86                      | 85                      | 81                      | 75                      | 68                      | 55                      | 71                      |
| 출처 1:                        |                         |                         |                         |                         |                         |                         |                         |                         |                         |                         |                         |                         |                         |
| 출처 2: (sunshine percentages) |                         |                         |                         |                         |                         |                         |                         |                         |                         |                         |                         |                         |                         |

## 같이 보기
- 나사렛 칙령